# Контрада Коле Гали (Терамо)
Контрада Коле Гали (итал. Contrada Colle Galli) је насеље у Италији у округу Терамо, региону Абруцо.
Према процени из 2011. у насељу је живело 33 становника. Насеље се налази на надморској висини од 334 м.